# Ширинов, Алибала Абдул оглы
Алибала Абдул оглы Ширинов (азерб. Əlibala Əbdül oğlu Şirinov, 1903, Джеватский уезд — 3 ноября 1973, Баку) — советский азербайджанский хлопковод, Герой Социалистического Труда (1951). Мастер хлопка Азербайджанской ССР (1957).

## Биография
Родился в 1903 году в семье крестьянина в селе Дунямалылар Джеватского уезда Бакинской губернии (ныне Бейлаганский район Азербайджана).
Начал трудовую деятельность в 1918 году пастухом. В 1925-1927 годах служил в Советской Армии. С 1927 года — бухгалтер, с 1928 года — председатель Халаджского сельсовета. С 1931 года — бригадир Мильского совхоза, поливальщик, с 1935 года — заместитель председателя колхоза «13-летие Октября», с 1936 года — председатель колхоза имени Кагановича, с 1937 года — председатель колхоза имени Герая Асадова Ждановского района.
Ширинов проявил себя на работе опытным, требовательным к себе и окружающим руководителем. Под руководством Алибалы Ширинова колхоз имени Асадова достигал наивысших в районе результатов, добивался перевыполнения планов и выигрывал в социалистическом соревновании: в 1950 году в колхозе получен урожай хлопка 38 центнеров с гектара на площади 380 гектаров, а в 1954 году коллектив хозяйства выполнил план по сбору хлопка на 138 процентов, а прибыль сельхозартели достигла 10,5 миллионов рублей. За 35 лет управления колхозом Ширинов значительно поспособствовал улучшению уровня жизни колхозников, в одном из сел была построена средняя школа.
Указом Президиума Верховного Совета СССР от 6 октября 1951 года, за получение высоких урожаев хлопка в 1950 году на поливных землях при выполнении колхозами обязательных поставок и контрактации по всем видам сельскохозяйственной продукции, натуроплаты за работы МТС и обеспеченности семенами всех культур для весеннего сева 1951 года, Ширинову Алибале Абдул оглы присвоено звание Героя Социалистического Труда с вручением ордена Ленина и золотой медали «Серп и Молот»
С 1971 года — пенсионер союзного значения.
Активно участвовал в общественно-политической жизни страны. Член КПСС с 1940 года. Депутат Верховного Совета Азербайджанской ССР со 2-го, 3-го, 4-го, 5-го, 7-го, 8-го созыва. Депутатом Верховного Совета республики 8-го созыва избран от Ахмединского избирательного округа № 203, член Комиссии по сельскому хозяйству.
Скончался 3 ноября 1973 года в городе Баку. Похоронен на Второй Аллее Почётного Захоронения.

## Награды
- Герой Социалистического Труда (06.10.1951)
- два ордена Ленина (10.03.1948, 06.10.1951)
- Орден Трудового Красного Знамени (30.04.1966)
- Орден «Знак Почёта» (21.11.1958)